# 板球對抗賽

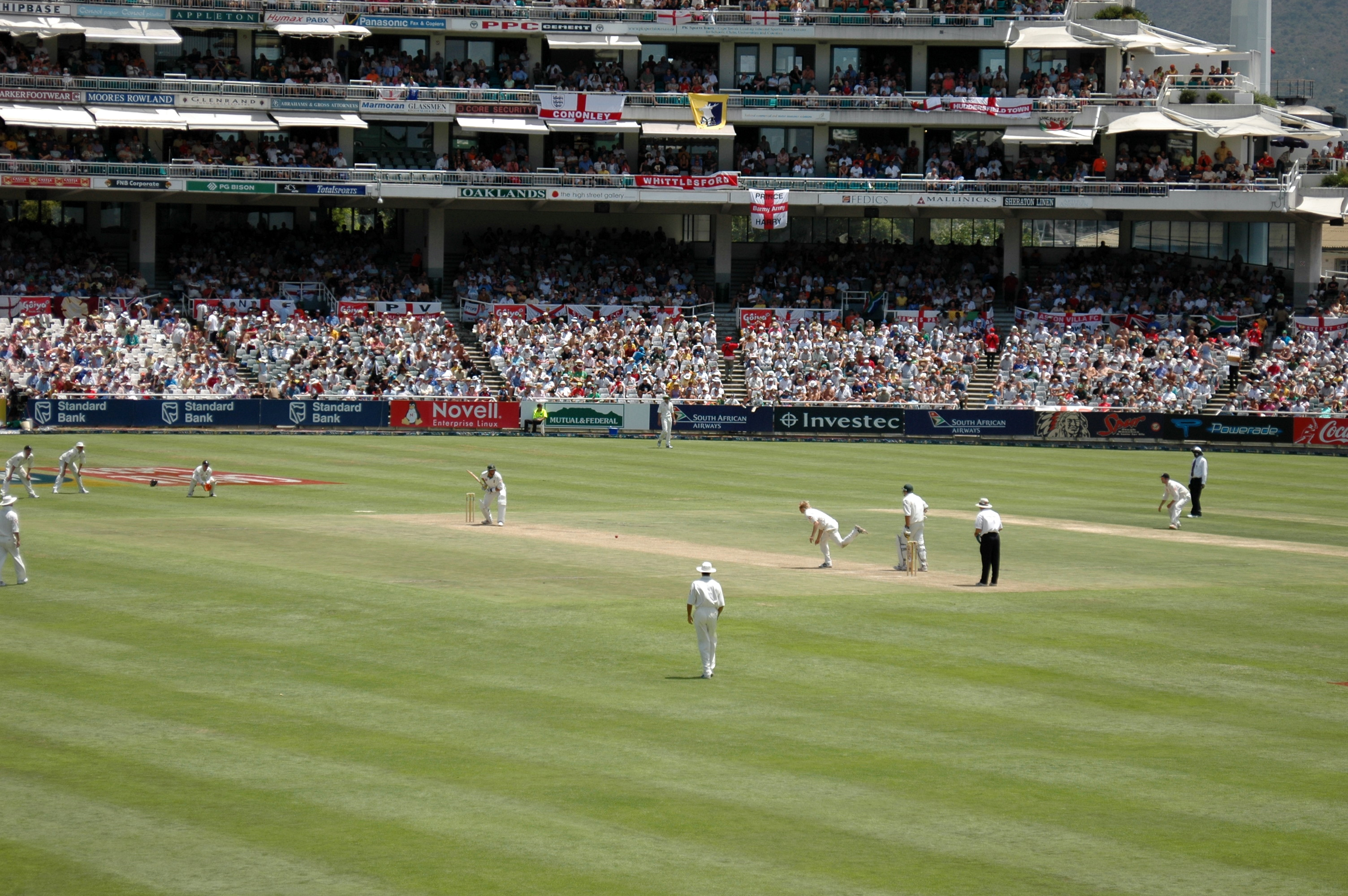
一場在2005年1月，由南非國家板球隊對英格蘭隊的板球對抗賽。圖右穿著黑色褲子的人是裁判員。參加對抗賽板球員需穿著白色比賽制服，並使用紅色的板球作賽。

板球對抗賽，或稱測試賽（英語：Test Cricket），是各種板球比賽中時間最長者。只有由國際板球理事會裁定具備參與對抗賽資格的國家隊才可舉辦和參與對抗賽。比賽時，兩隊各派十一人進行四局比賽，賽事可長達五天。板球對抗賽被普遍認為是對球隊的比賽能力和耐力的最完整考驗，故板球對抗賽在英語以「測試」（Test）為名。
歷史上公認的首場板球對抗賽於1877年3月15日在墨爾本板球場舉行，澳洲隊在該場賽事以45分擊敗英格蘭隊。一百年後，一場紀念賽於1977年3月12至17日在墨爾本舉行，澳洲隊同樣以45分擊敗英格蘭隊。
板球對抗賽原本只在日間舉行，但在2012年10月，國際板球理事會通過決議，容許對抗賽局部在夜間進行。首場入夜板球對抗賽將於2015年11月27日在澳洲阿德萊德橢圓球場舉行，由澳洲隊主場對新西蘭隊。

## 概觀
板球對抗賽被列為頂級板球賽的一種，通常以一系列五場比賽的形式進行。歷史上最多場數的板球對抗賽系列由七場比賽組成。
幾乎所有板球對抗賽都是由兩個國家的隊伍對賽，並由其中一隊（主隊）的所屬國主辦該屆比賽的全部賽事。在很多板球對抗賽系列裏，獲勝隊伍會獲得一座象徵性的獎盃作戰利品，其中最著名的是英格蘭與澳洲隊之間舉行的灰燼盃比賽。另一方面，在板球對抗賽史上，曾經有兩項由多於兩支隊伍角逐的對抗賽賽事：
- 1912年，英格蘭曾舉辦了一次三角對抗賽（英语：1912 Triangular Tournament），邀請澳洲及南非兩隊作賽[9]。
- 印度、巴基斯坦、孟加拉及斯里蘭卡四國曾於1998–99年及2001–02年舉行過亞洲板球對抗錦標賽（英语：Asian Test Championship）[10][11]。

## 歷史
19世紀，板球在大英帝國的成員地區盛行，但最初的賽事均為個別地區俱樂部或學校之間的比賽。其後板球愛好者增加，英國本土及澳洲開始建造可容納大量觀眾的板球場，板球手們也漸漸認為他們應該組成一些國家代表隊對賽:196。然而，首場國與國之間的板球賽是在1844年舉行，由美國對加拿大:207。
1877年，詹姆斯·利利懷特帶領一隊職業球手出訪澳洲，而弗雷德·格雷斯則帶領一隊業餘球手。最終格雷斯的球隊未能成行，只有利利懷特的球隊在1876–77年間在新西蘭及澳洲作賽。他們與一隊由11名澳洲球手組成的隊伍的比賽被視為是首場正式的板球對抗賽。首場比賽由澳洲的隊伍以45分勝出，而第二場則由英格蘭隊勝出。此後，英澳兩國定期組成板球隊互訪，至1882年正式以灰燼盃規範化這些互訪。該年英格蘭被澳洲戲劇性擊敗，當時的《體育時報》以一篇題為「英國板球訃聞」的報導作出諷刺，並在文中寫道：「其遺體當被火化、並將骨灰運往澳洲」。隔年英格蘭隊回訪澳洲獲勝後，一些女球迷把三柱門的門楣燒成灰燼，並放在一個小龕裏，成為灰燼盃的獎盃:216。1884–85的灰燼盃是首次以五場賽事決定勝利者的對抗賽系列。

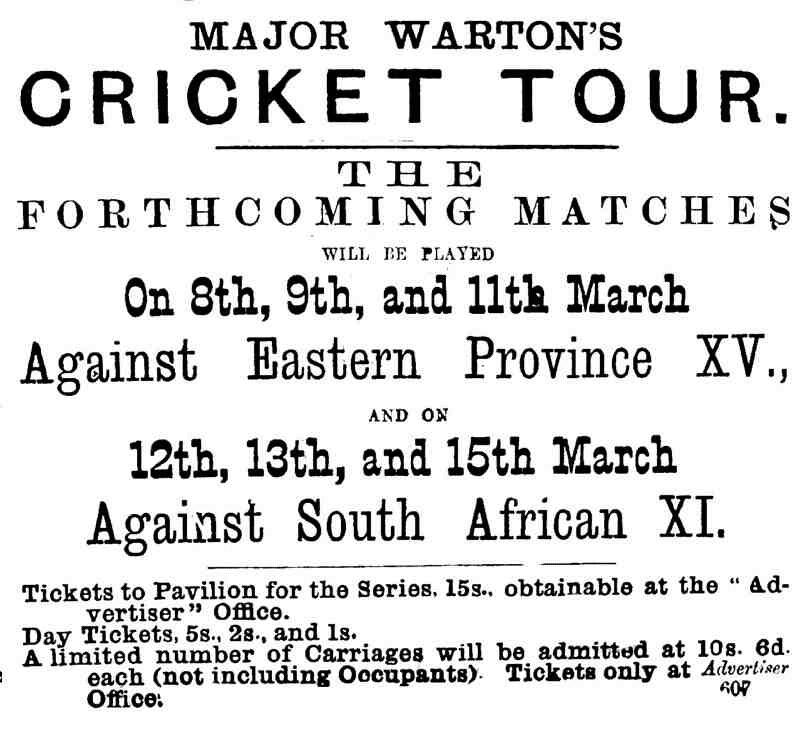
1889年宣傳英格蘭隊造訪南非賽事的海報。有關賽事後來獲承認為對抗賽

第一場被視為是由英、澳兩隊以外球隊參與的板球對抗賽於1888–89年間舉行，當時一隊較弱的英格蘭隊造訪南非作賽。1898年，一位名為克拉倫斯·穆迪（英語：Clarence Moody）的澳洲記者在報章撰文，列舉了一系列當時較重要的板球賽事，並以「測試賽」（Tests）稱呼它們。這被認為是最早使用「測試賽」一詞的記載。
1970年，英格蘭舉辦了一系列共五場的「對抗賽」，由英格蘭隊與來自世界各地的球員組成的十一人隊伍（稱為「世界十一人」）對賽（這一系列比賽的對手原本是南非隊，但因當時的南非政府施行種族隔離政策，國際板球理事會暫停了它的會籍）。這一系列比賽最初獲承認具對抗賽資格（某些板球比賽紀錄書籍將這一系列賽事列為對抗賽），但後來國際板球理事會撤回了這一項承認，並取得一項共識：只有個別國家之間的同級別比賽才可稱為對抗賽（唯一例外是西印度群島，因為該地區由多個小國組成，所以自1928年起獲准合組一隊參賽）。然而，國際板球理事會卻又將一場在2005年10月舉行、由澳洲隊對「世界十一人」的板球賽事承認為對抗賽:205。這次亦有一些板球紀錄者和統計者（如 Bill Frindall）沿用1970年的做法，把這場賽事排除在對抗賽名單之外。澳洲隊在1971–72年亦曾與「世界十一人」對賽，而該場賽事也不曾取得對抗賽資格。此外，1977–79年間由商人凱利·派克主辦的一系列「超級對抗賽」，也未獲承認為具有對抗賽資格。
直至1990年代初期，板球對抗賽由對賽雙方的板球組織籌辦，並由主隊派出裁判員。後來，由於更多國家參與板球運動，而且國際板球理事會希望藉單日板球賽的受歡迎情況來維持公眾對板球的興趣，於是一套新制度建立。在新制之下，所有具對抗賽資格的國家隊伍被納入一個每六年循環的賽制裏，各隊之間在一個六年循環中至少要對賽一次。此外，一個稱為國際板球理事會對抗錦標賽的排行制度成立，在該賽事中得分最高的隊伍可獲一個獎盃。國際板球理事負責派出裁判員作賽事公證者，並成立一個十一人的優秀板球裁判委員會，領導一個國際板球裁判委員會。後者由每個對抗賽國家各派出三名裁判員組成。隸屬優秀裁判委員會的裁判員會負責所有對抗賽賽事（但通常不會在自己所屬國家隊參賽的賽事執法）；至於國際板球裁判委員會的成員只會在較低級別的板球賽事中執法。

## 賽制

### 比賽時間
板球對抗賽一般從早上延續至黃昏，但比賽時間可以在一些情況下被改變。例如：
- 當有惡劣天氣影響比賽，而當時亦已接近休息時間的話，裁判員可能會決定提早休息時間。
- 如果惡劣天氣或其他因素使比賽時間不足的話，其後的比賽時段的時間也會被調整。
- 假如某隊在茶點時間已有九人出局，那麼比賽會延長三十分鐘，使該隊可能打至有第十人出局、完成該局[23][24]:6。
- 如果當日的最後一個比賽時段有至少90輪排定的比賽沒有進行（通常是因為惡劣天氣影響），則該時段可能會被延長30分鐘[24]:6。
- 如果裁判認為比賽有可能在當日分出勝負，他們可能會延長比賽時段30分鐘，但他們不會在比賽的第五天（即最後一天）這樣做[24]:7。

在板球對抗賽最初進行時，一場對抗賽通常歷時三或四天，二戰後的賽事則一般為五天:48。在1980年代以前，比賽中間通常會加插一天「休息日」，通常是星期天。另外，亦曾經有「無限時對抗賽」，即比賽在預定的結束時間後仍然進行，直至分出勝負為止。2005年，澳洲隊與「世界十一人」進行了一場預定為期六天的賽事:205，並獲國際板球理事會承認為對抗賽，不過該場賽事最終僅用四天即分出勝負。
2012年，國際板球理事會通過了可以進行夜間板球對抗賽時段的條件。首場可在夜間舉行的板球對抗賽將會在新西蘭隊於2015年11月作客澳洲時舉行。

### 比賽過程
板球對抗賽分為數局（通常是四局）:5，兩隊在每局分別負責擊球和防守，每局結束後兩隊攻守互換。在通常為四局的對抗賽中，對賽雙方各有兩局擊球、兩局防守。在比賽開始前，兩方的領隊及球證會進行擲毫，並由擲毫勝出的隊長決定己方在首局擊球還是防守。
為方便說明，以下段落會以「甲隊」稱呼在首局擊隊的隊伍，而以「乙隊」稱呼其對手。
兩隊在一局結束後會互換防守，因此在首局會是甲隊擊球、乙隊防守，然後在第二局改由乙隊擊球、甲隊防守。乙隊的球局結束後，再由甲隊作第二次擊球，是為甲隊的第二局。甲隊第二局結束後，再進行乙隊的第二局。在乙隊第二局結束後取得最高分數的隊伍將勝出比賽。
以下是一局結束的可能條件：
- 擊球隊「全員出局」。板球對抗賽隊伍通常有十一人負責擊球。當有十人出局時，該隊即「全員出局」。然而，假如有擊球員因受傷或其他原因需要停賽，則球局有可能在較少人出局的情況下結束。
- 擊球隊伍的隊長發出聲明。通常這是因為隊長認為己方已取得足夠分數。然而隊長也可能在球局開始前發出聲明，這時其聲明會被稱為「放棄球局」。
- 在最後一局擊球的球隊取得獲勝所需分數。
- 總比賽時間已過。

此外，如果乙隊的第一局結束時落後甲隊超過200分（或者在首天賽事因為惡劣天氣而取消的情況下，乙隊落後甲隊150分），甲隊隊長可以（但非必須）指示乙隊在下一局繼續擊球。這種情況稱為連打（英語：Follow-on）:45,166。當連打發生，甲隊會改於第四局擊球，從而使原本的第三、四局擊球次序顛倒。被迫連打的球隊很少能夠勝出該場比賽。在板球對抗賽歷史上，有306場比賽發生過連打，但只有三場是由被迫連打的球隊勝出。這三場比賽皆是澳洲隊敗北，勝出的對手分別是英格蘭隊（共兩次：1894年及1981年）以及印度隊（2001年）。
在打了80輪之後，防守方的隊長可以（但非必須）要求更換賽球通常防守方領隊都會選擇更換賽球，因為新球一般較硬、較滑，落地反彈時變化較大，對擅投快球的投球手有利。至於表面較粗糙和柔軟的舊球則對投旋轉球或反向擺動球的投手較有利，因此隊長會在投旋轉球的投手作賽時延遲換球時間。如果換球後又再打了80輪，防守方隊長可選擇再次換球:3-4。

### 比賽結果
板球對抗賽有四種比賽結果：勝、負、戰平、和局。:48
至於比賽完結的條件則有六種：
- 全部四局完成。第四局擊球的隊伍在分數超越對手前已全員出局。通常在第三局擊球的球隊以終局時的總分差距勝出（如「甲隊以95分勝出」）。在超過2000場板球對抗賽中，只有兩場的最後一局擊球隊伍能在比分與對手相同時全員出局，是為「戰平」[29][30]。
- 第四局擊球的隊伍總分超越對方時，比賽立即結束，第四局擊球的隊伍以「剩下的三柱門」數目（通常是已出局人數與「全員出局」人數的差距）勝出。譬如乙隊在最後一局中有五人出局後總分超越甲隊，則結果記為「乙隊以五道三柱門勝出」。

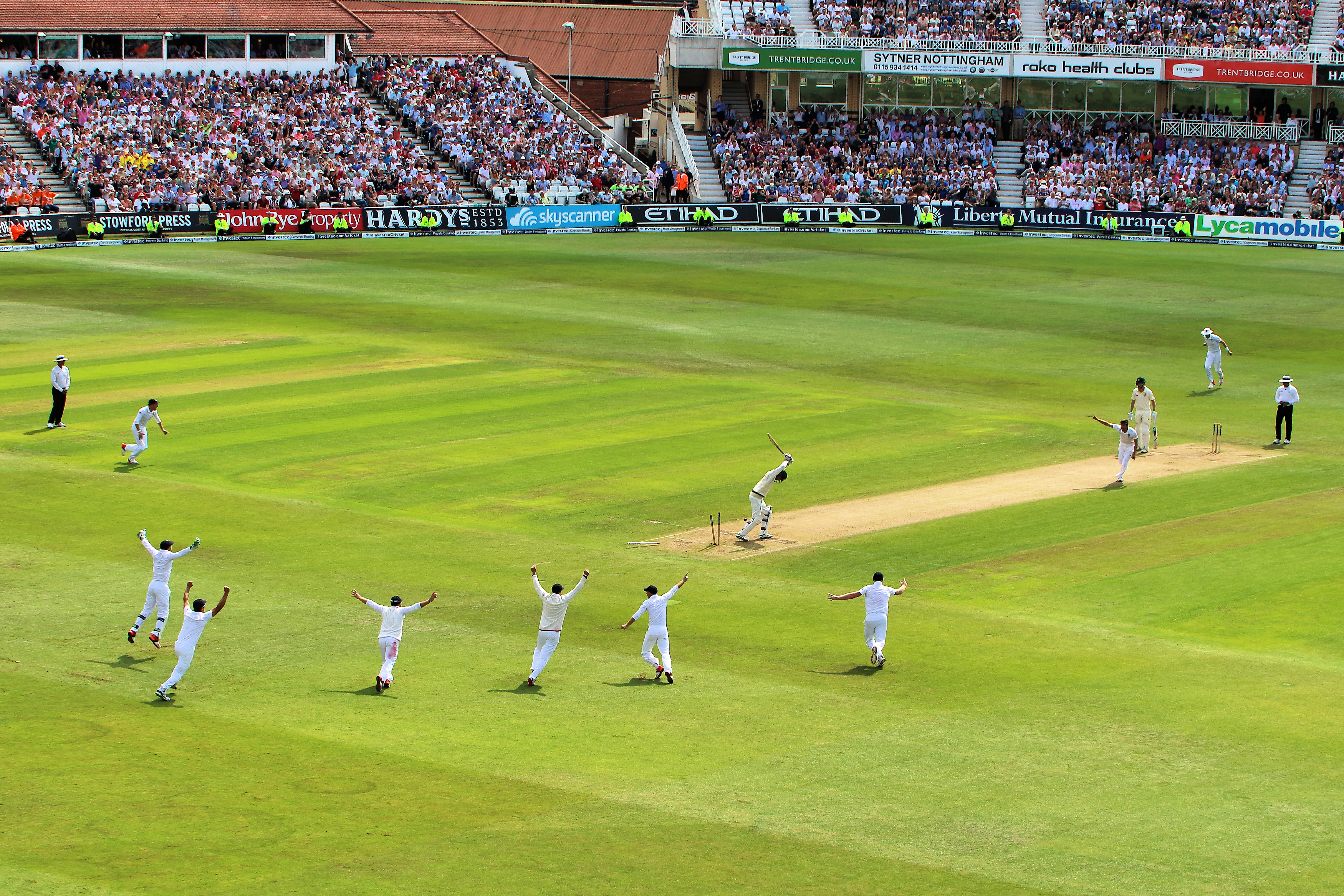
2015年灰燼盃第四場賽事，英格蘭隊毋需打第四局而勝出，圖為比賽結束的一刻

- 如果第三局結束時，擊球隊伍的分數仍落後對方，則毋需打第四局而結束比賽。只打了一局的球隊被判獲勝，結果記為「某隊以一局及若干分數勝出」。
- 比賽時間在分出勝負之前已經用盡。這通常在最後一天比賽結束時發生。無論雙方的比分差距若何，這場比賽都會被記為「和局」。通常雨天令賽事時間減少是最容易引發和局的情況，但如果其中一方的時間管理未如理想，或者有一方為避免敗北而故意令比賽節奏減慢，亦有可能導致和局。
- 比賽由於場地情況欠佳而腰斬。這在板球對抗賽史上出現過三次，三次的處理皆為宣佈和局：
  - 1975年英格蘭於列斯主場對澳洲（場地遭人為破壞）[31]
  - 1998年牙買加京斯敦，西印度群島對英格蘭（場地不適合作賽）[32]
  - 2009年安地卡島，西印度群島對英格蘭（場地不適合作賽）[33]
- 裁判員判其中一隊棄權而其對手勝出。如果其中一隊拒絕返回賽場比賽，裁判員有權判對方勝出[34]。這在板球對抗賽史上僅出現一次，是在2006年英格蘭對巴基斯坦的第四場對抗賽[35]。

## 具對抗賽參賽資格的板球隊

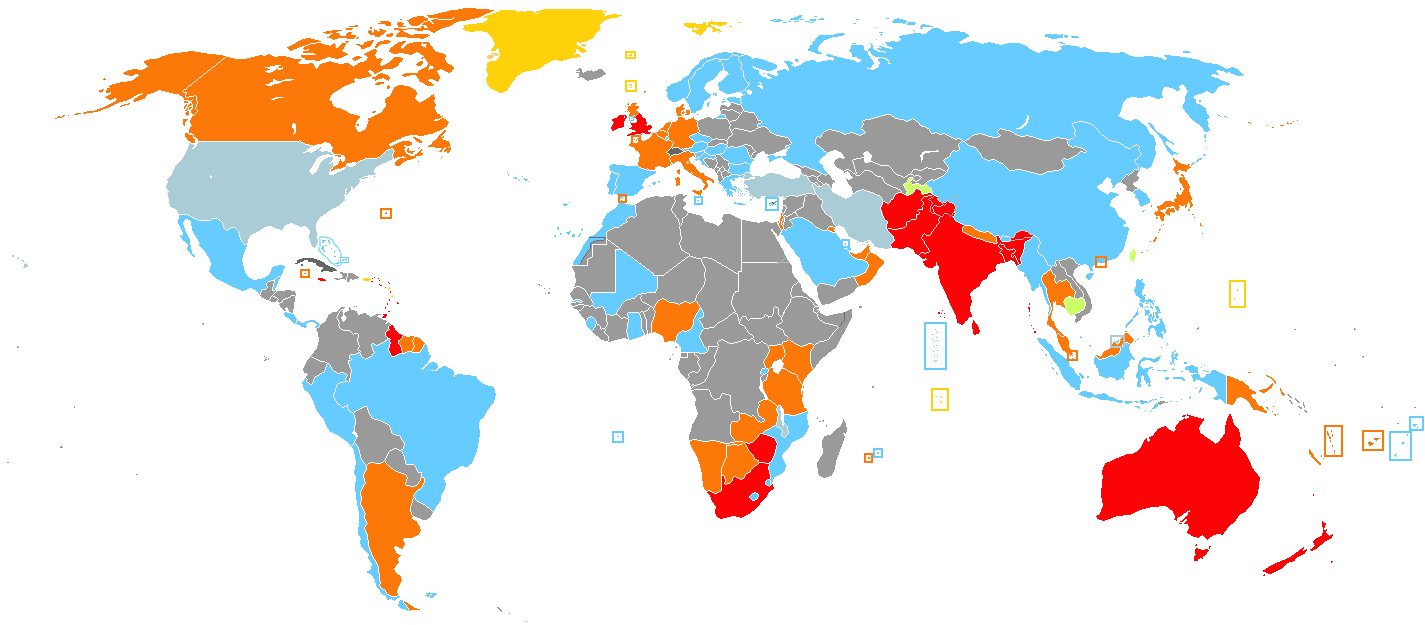
國際板球理事會成員國一覽。圖中塗上紅色的國家擁有對抗賽參賽資格

只有由國際板球理事會裁定具備對抗賽參賽資格的國家隊才可舉辦和參與對抗賽。截至2017年6月，有十二隊國家級別板球隊擁有對抗賽參賽資格。其中，英格蘭隊、西印度群島隊及愛爾蘭隊代表多於一國，而其他隊伍各自代表一個國家。英國是現時唯一一個有兩隊對抗賽代表隊（英格蘭、愛爾蘭）的國家。
以下是具有對抗賽資格的板球隊列表，表中並附有每隊球隊首次進行對抗賽的日期：
| 次序 | 隊伍       | 首次參與對抗賽日期 | 取得首場勝利前的參賽場數 | 備註 |
| ---- | ---------- | ------------------ | ------------------------ | --- |
| 1    | 英格蘭     | 1877年3月15日      | 1                        | 最初代表整個聯合王國，但現時僅代表英格蘭與威爾士 |
| 1    | 澳洲       | 1877年3月15日      | 0                        | |
| 3    | 南非       | 1889年3月12日      | 11                       | 在1970年3月10日至1991年11月10日期間，由於南非政府實施種族隔離政策，該隊被國際板球理事會暫停會籍，無法參加國際板球賽事 |
| 4    | 西印度群島 | 1928年6月23日      | 5                        | 本隊代表加勒比地區10個國家（千里達及多巴哥、安提瓜和巴布達、巴巴多斯、多明尼加、圭亞那、格林納達、牙買加、聖文森特和格林納丁斯、聖克里斯多福及尼維斯、聖盧西亞）及5處屬地（安圭拉、英屬維京群島、荷屬聖馬丁、蒙塞拉特島、美屬維京群島） |
| 5    | 新西蘭     | 1930年1月10日      | 42                       | |
| 6    | 印度       | 1932年6月25日      | 24                       | 在1947年印巴分治前，該隊同時代表現在的巴基斯坦及孟加拉 |
| 7    | 巴基斯坦   | 1952年10月16日     | 1                        | 在1971年孟加拉獨立前，該隊同時代表現在的孟加拉 |
| 8    | 斯里蘭卡   | 1982年2月17日      | 13                       | |
| 9    | 辛巴威     | 1992年10月18日     | 10                       | 曾於2004年6月10日至2005年1月6日，以及2006年1月18日至2011年8月3日期間自願暫停對抗賽資格 |
| 10   | 孟加拉     | 2000年11月10日     | 34                       | |
| 11   | 愛爾蘭     | 2018年5月11日      | 4 （暫未取勝）           | 該隊代表整個愛爾蘭島，包括現屬聯合王國的北愛爾蘭 |
| 12   | 阿富汗     | 2018年6月14日      | 1                        | |

國際板球理事會負責審核某國或某群國家的板球隊是否具備對抗賽參賽資格。未具備對抗賽參賽資格的球隊仍可參加賽制相近的國際板球理事會洲際盃（洲際盃）。2014年，國際板球理事會在杜拜舉行會議，並宣佈自2017年的洲際盃板球賽開始，讓盃賽的冠軍與排名最低的對抗賽隊伍進行為期五天的比賽。如果洲際盃冠軍勝出賽事，便能取得對抗賽參賽資格。
辛巴威隊曾於2006年至2011年間因為賽績欠佳而自願暫停參賽資格，直至2011年8月恢復參賽為止。
愛爾蘭隊曾分別在2009年及2012年向國際板球理事會提交申請，希望成為全權會員並取得對抗賽參賽資格。2017年6月22日，國際板球理事會通過接納愛爾蘭與阿富汗為全權會員，並賦予兩隊參加對抗賽的資格。

## 近況
現時板球對抗賽主要在英格蘭及澳洲受球迷歡迎。然而，近年如T20板球賽的較短賽制開始普及，有論者認為原本投放於板球對抗賽的商業贊助開始轉移到這些需時較短的板球賽事。